# Wesełe (obwód wołyński)
Wesełe (ukr. Веселе, pol. Boratyn) – wieś na Ukrainie, w obwodzie wołyńskim, w rejonie łuckim, w hromadzie Torczyn. W 2001 liczyła 673 mieszkańców, spośród których 664 wskazało jako ojczysty język ukraiński, 7 rosyjski, 1 polski, a 1 inny.
W okresie międzywojennym wieś Boratyn znajdowała się w granicach II RP, wchodząc w skład gminy Torczyn w powiecie łuckim, w województwie wołyńskim.